# Vitvalar
Vitvalar, (Monodontidae, "entandsvalar", av grekiska monos, ensam, och odus, tand) är en familj inom underordningen tandvalar. Familjen har bara 2 arter i var sitt släkte.
- Vitval, Delphinapterus leucas
- Narval, Monodon monocerus

## Utbredning
Vitvalar förekommer i nordliga hav, främst i arktiska regioner. De simmar även upp i angränsande floder och observerades så långt söderut som Saint Lawrencefloden.

## Kännetecken
Deras huvud är avrundade liksom de korta bröstfenorna och en ryggfena saknas. Kroppslängden inklusive stjärtfenan ligger vid 4 till 6 meter. Vitvalar väger omkring 1600 kilogram.
Antalet tänder skiftar för vitvalen i övre käken mellan 5 och 11 samt i undre käken mellan 2 och 11. Narvalen har vanligen bara två hörntänder i övre käken. En av dem ligger oftast gömd i köttet och den andra bildar hos hannar en framåtriktad 2-3 m långt, spiralvriden "stöttand".

## Levnadssätt
Födan hittar de vanligen på havets botten. För att kommunicera har de flera olika läten. Vitvalen fick därför smeknamnet sea canarie (havets kanariefågel). Liksom andra valar navigerar de med hjälp av ekolokalisering. Arterna bildar vanligen grupper med upp till 100 eller några fler individer.
Vitvalar är köttätare med flera olika bytesdjur, till exempel fiskar, blötdjur och kräftdjur som de vanligen hittar nära havets botten. Dräktigheten varar i 14 till 15 månader och sedan föds i de flesta fall ett ungdjur. Hos bägge arter har ungdjur en mörkare kroppsfärg som med tiden blir mjölkvit (för vitvalen) eller ljusgrå till vitaktig med större mörka fläckar (för narvalen). Efter fem till åtta år är ungarna könsmogna. Ofta bildas större flockar med några hundra individer.

## Systematik
Tidvis uppkom tvivel om vitval och narval är släkt med varandra. Det finns till exempel skillnader mellan deras skalle och byggnaden av trumhinnan. Andra morfologiska och genetiska undersökningar bekräftade arternas släktskap. Familjens närmaste släktingar finns i familjerna delfiner (Delphinidae) och tumlare (Phocoenidae). Ibland sammanfattas de tre familjerna i överfamiljen Delphinoidea.
Tidvis räknades irrawadidelfinen till familjen vitvalar på grund av påfallande likheter mellan denna art och vitvalen. Nyare undersökningar slog fast att irrawadidelfinen tillhör familjen delfiner.